# Altavilla Irpina
Altavilla Irpina – miejscowość i gmina we Włoszech, w regionie Kampania, w prowincji Avellino.
Według danych na 1 stycznia 2022 roku gminę zamieszkiwało 3960 osób (1945 mężczyzn i 2015 kobiet).